# Haakon Blystad
Haakon Blystad, född den 7 juni 1879 i Kristiania (Oslo), död 1953, var en norsk friidrottare, aktiv inom hoppgrenarna. Han tävlade för Oslo-klubben IK Tjalve. Han vann flera norgemästerskap kring sekelskiftet 1900, och vann dessutom SM i tresteg år 1901. 1902 mottog han friidrottens första Kongepokal, inrättad av kung Oscar II, för sin trestegsseger.
Blystad blev norsk mästare i tresteg 1899 (12,02 m), 1901 (12,90 m) och 1902 (12,60 m). Han vann höjdhoppet 1901 (1,702 m)  och längdhoppet 1899 (5,56 m). Han har dessutom ett NM-silver och ett NM-brons i längd (1898 respektive 1901), och ett NM-brons i höjd (1902).